# Diecezja Espinal
Diecezja Espinal (łac. Dioecesis Espinalensis, hisz. Diócesis de El Espinal) – rzymskokatolicka diecezja w Kolumbii. Jest sufraganią archidiecezji Ibagué.

## Historia
Diecezja została erygowana 18 marca 1957 roku przez papieża Piusa XII bullą Qui Supremum Imperium. Dotychczas wierni z tych terenów należeli do diecezji Ibagué (obecnie archidiecezja).

Mapa diecezji

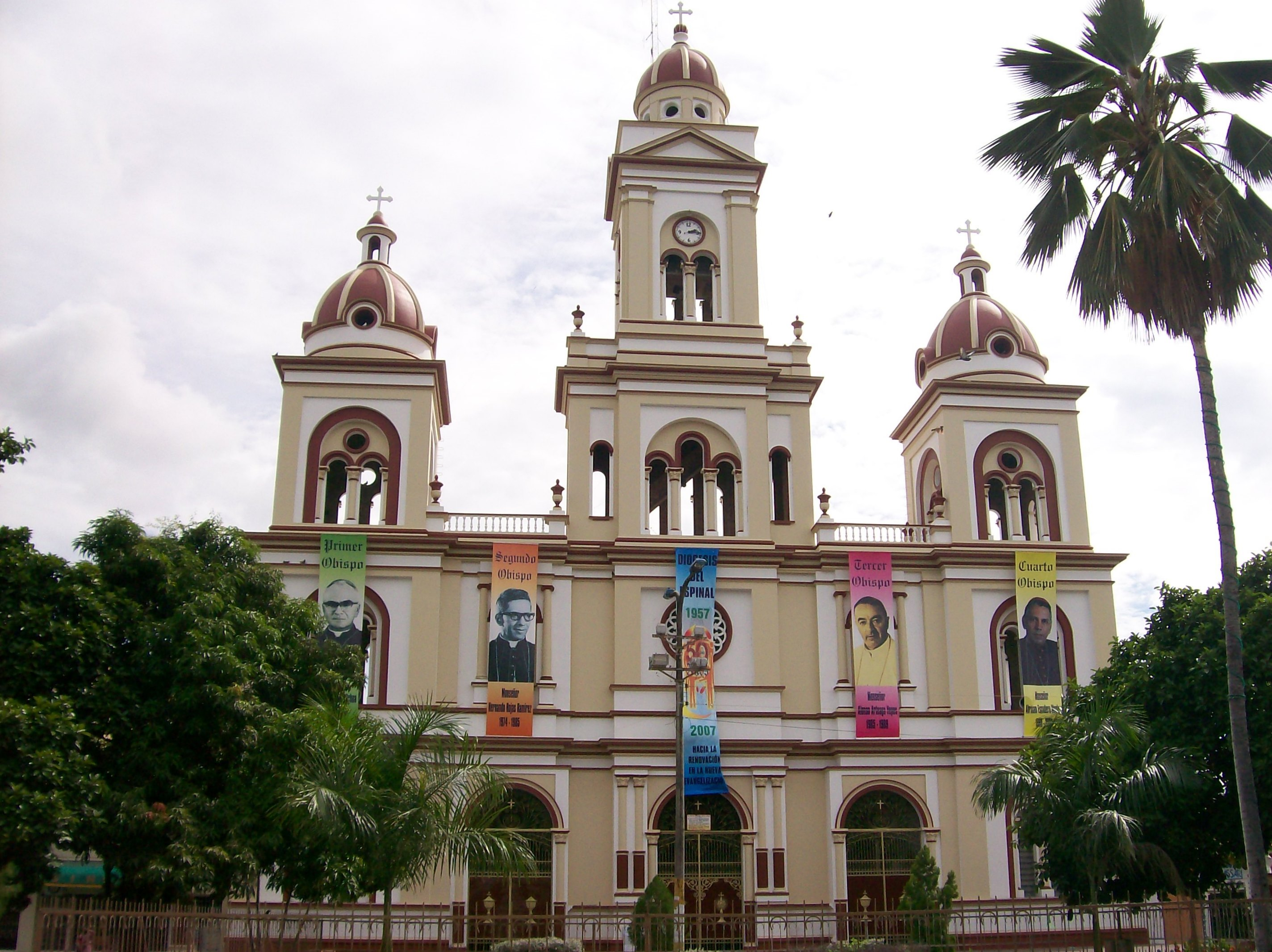
Katedra w El Espinal

## Ordynariusze
- Jacinto Vásquez Ochoa (1957 - 1974)
- Hernando Rojas Ramirez (1974 - 1985)
- Alonso Arteaga Yepes (1985 - 1989)
- Abraham Escudero Montoya (1990 - 2007)
- Pablo Emiro Salas Anteliz (2007 - 2014)
- Orlando Roa Barbosa (2015 - 2020)
- Miguel Fernando González Mariño (od 2021)